# Adam Müller-Guttenbrunn
Adam Müller-Guttenbrunn (n. 22 octombrie 1852, Zăbrani, Arad, România – d. 5 ianuarie 1923, Viena, Republica Austriacă) a fost un scriitor, romancier și om de cultură șvab, care a avut o mare influență asupra vieții culturale, în special în lumea teatrului, din Viena sfârșitului de secol XIX. A fost director al Teatrului din Viena (azi Opera). Prin lucrările sale a popularizat șvabii bănățeni și locurile natale, în lumea culturală germană.

## Viața
Adam Müller-Guttenbrunn s-a născut în mijlocul unei comunități de șvabi bănățeni, fiu al unor țărani din Guttenbrun (azi Zăbrani). A urmat școli în limba germană, în localitatea natală, la Sibiu și Timișoara, unde a practicat diferite meserii. În 1870 a plecat la Viena, a lucrat ca telegrafist la Linz și Bad Ischl. Între timp a studiat în continuare ca autodidact, scriind și piese de teatru. Abia în 1879, când lucrările sale ajung pe mâna directorului teatrului din Viena, reușește să se mute în capitala Imperiului Austriac. A fost, pe rând, funcționar, foiletonist și critic de teatru.
Între 1893-1896 a fost director la Raimundtheater din Viena iar între 1898-1903, director al proaspăt fondatei instituții Kaiserjubiläums-Stadttheater (teatrul orășenesc jubiliar), azi Volksoper (opera populară).
Într-o parte semnificativă a operei literare a lui Adam Müller-Guttenbrunn (Micul șvab,  Meșterul Iacob și copiii săi, Clopotele meleagului natal, etc.), scriitorul exaltă frumusețea satului bănățean, cu obiceiurile, tradițiile și îndeletnicirile sale din secolul XIX. Pentru valoarea întregii sale opere literare, teatrale și filosofice, în 1922 Universitatea din Viena i-a conferit lui Adam Müller Guttenbrunn titlul de „Doctor Honoris Causa”, iar Guvernul Român i-a acordat, în același an, Medalia „Bene merenti”, clasa I. 
Adam Müller Guttenbrunn s-a stins din viață la 71 de ani (1923).

## Pseudonime
- Ignotus
- Michl Vetter
- F. J. Gerhold
- Franz I. Gerhold
- Franz Josef Gerhold

## Opera
- Im Banne der Pflicht (Dramă), 1876
- Des Hauses Fourchambault Ende. Piesă în 5 acte. Breslau: Schottlaender, 1881
- Wien war eine Theaterstadt. Viena: Graeser, 1885
- Das Wiener Theaterleben. Leipzig/Wien: Spamer, 1890
- Irma. Piesă în 4 acte. Dresda: Pierson, 1891
- Dramaturgische Gänge. Dresda: Pierson, 1892
- Die gefesselte Phantasie. Scriere cu ocazia deschiderii Teatrului Raimund. Viena: Konegen, 1893
- Im Jahrhundert Grillparzers. Literatură și imagini din viața austriacă. Wien: Kirchner & Schmidt, 1893
- Deutsche Culturbilder aus Ungarn. Leipzig: Meyer, 1896
- Die Magyarin. O relatare despre viața maghiară de bandit. Leipzig, 1896
- Das Raimund-Theater. Passionsgeschichte einer deutschen Volksbühne. Wien: Neue Revue, 1897
- Gärungen-Klärungen. Roman vienez. Wien: Österreichische Verlagsanstalt, 1903
- Streber & Comp. Piesă de teatru în 4 acte. Dresden: Pierson, 1906
- Die Dame in Weiß. Roman vienez. Wien: Konegen, 1907
- Götzendämmerung. O imagine culturală. Wien: Akademie Verlag, 1908
- Curort Baden bei Wien. Wien: Reisser, 1909
- Der kleine Schwab`. Abenteuer eines Knaben. (Micul șvab) Leipzig: Staackmann, 1910
- Die Glocken der Heimat. Roman. Leipzig: Staackmann, 1911
- Es war einmal ein Bischof. Roman. Leipzig: Staackmann, 1912
- Der große Schwabenzug. Roman. Leipzig: Staackmann, 1913
- Arme Komödianten. Ein Geschichtenbuch. Leipzig: Staackmann, 1913
- Die Ährenleserin. Erzählung. Temesvar, 1913
- Das idyllische Jahr. Ein Sommerbuch. Leipzig: Staackmann, 1914
- Altwiener Wanderungen und Schilderungen. Wien: Schulbücherverlag, 1915
- Völkerkrieg! Österreichische Eindrücke und Stimmungen. Graz: Moser, 1915
- Österreichs Beschwerdebuch. Einige Eintragungen. Konstanz, 1915
- Barmherziger Kaiser! Roman. Leipzig: Staackmann, 1916
- Kriegstagebuch eines Daheimgebliebenen. Eindrücke und Stimmungen aus Österreich-Ungarn. Graz: Moser, 1916
- Wiener Historien. Konstanz, 1916
- Joseph der Deutsche. Ein Staatsroman. Leipzig: Staackmann, 1917
- Meister Jakob und seine Kinder. (Meșterul Iacob și copiii săi) Roman. Leipzig: Staackmann, 1918
- Das häusliche Glück. Ein Familienbild in 3 Akten. Leipzig: Staackmann, 1918
- Deutsche Sorgen in Ungarn. Studien und Bekenntnisse. Wien: Strache, 1918
- Österreichs Literatur und Theaterleben. Wien, 1918
- Sein Vaterhaus. Roman. Leipzig: Staackmann, 1919
- Dämonische Jahre. Ein Lenau-Roman. Leipzig: Staackmann, 1920
- Die schöne Lotti und andere Damen. Ein Geschichtenbuch. Wien: Wiener literarische Anstalt, 1920
- Auf der Höhe. Ein Lenau-Roman. Leipzig: Staackmann, 1921
- Aus herbstlichem Garten. 5 Novellen. Leipzig: Staackmann, 1922
- Altösterreich (Roman), 1922
- Erinnerungen eines Theaterdirektors. Herausgegeben von seinem Sohn Roderich. Leipzig: Staackmann, 1924
- Der Roman meines Lebens. Aus dem Nachlass zusammengestellt von seinem Sohn Roderich. Leipzig: Staackmann, 1927
- Wanderungen durch Altösterreich. Herausgegeben von seinem Sohn Roderich. ÖBV, Wien/Leipzig, 1928